# بوب ماكناب
بوب ماكناب (بالإنجليزية: Bob McNab)‏ (20 يوليو 1943 في المملكة المتحدة - ) هو مدرب كرة قدم ولاعب كرة قدم بريطاني في مركزي الظهير وقلب الدفاع. شارك مع منتخب إنجلترا لكرة القدم. أما مع النوادي، فقد لعب مع نادي أرسنال ونادي بارنت وهدرسفيلد تاون ووولفرهامبتون واندررز وفانكوفر وايتكابس وسان أنطونيو ثاندر وTacoma Stars (1983–1992) ‏.

## وصلات خارجية
- بوب ماكناب على موقع قاعدة بيانات كرة القدم.إي يو (الإنجليزية)
- بوب ماكناب على موقع ناشيونال فوتبول تيمز (الإنجليزية)
- بوب ماكناب على موقع Soccerbase.com (لاعب) (الإنجليزية)
- بوب ماكناب على موقع عالم كرة القدم.نت (الإنجليزية)